# 清水誉
清水 誉（しみず たかし、1984年4月23日 - ）は、兵庫県三木市出身の元プロ野球選手（捕手）。

## 来歴・人物

### プロ入り前
三木市立平田小学校2年時に少年野球チームの「くるみビックス」で野球を始め、強肩を買われて捕手を務める。三木市立三木中学校では4番・捕手として東播大会3位となった。高校は野球強豪校へ進学することも考えたが、両親の説得により公立進学校の小野高校に入学。高校では1年夏から正捕手となり、3年夏の兵庫大会では坂口智隆を擁する神戸国際大附高校に敗れたもののベスト8入りした。高校通算27本塁打。
関西学院大学への進学後は、正捕手だった上級生の怪我もあって、1年の春から関西学生野球のリーグ戦に出場。そのまま正捕手に定着すると、1年後輩の宮西尚生とのバッテリーで、4年時に春秋連続でリーグ戦ベストナインを受賞した。在学中には、リーグ戦通算83試合出場。293打数79安打、打率.270、6本塁打、43打点という成績を残したことから、「関西の大学野球界ナンバーワン捕手」と呼ばれた。
2006年の大学・社会人ドラフト会議で、阪神タイガースに4巡目で指名。契約金6,000万円、年俸840万円（金額は推定）という条件で入団した。背番号は45。

### プロ入り後
2007年には、春季キャンプ中の練習試合や、オープン戦でリード面を首脳陣が高く評価。開幕一軍に入ったが、公式戦への出場機会がないままシーズンを終えた。ウエスタン・リーグ公式戦では41試合に出場。大学時代からの課題とされていた打撃面では、打率.260を記録するとともに、19安打中5本が二塁打であった。
2008年には、ウエスタン・リーグの公式戦54試合に出場。捕手としては、チーム最多の47試合に起用された。打撃面では3本塁打を記録した一方で、打率が前年より低下。また、132打席で3つの四死球しか得られなかった影響で、出塁率を前年より大幅に下げた。この年まではプレー中にコンタクトレンズを着用していたが、シーズン終了後には、レーシック手術を受けることで視力を矯正した。
2009年には、正捕手の矢野輝弘が開幕前に故障したことなどを背景に、2年振りに開幕一軍登録を果たした。4月4日には、東京ヤクルトスワローズ戦との開幕カード第2戦（京セラドーム大阪）で一軍デビュー。5月17日の同カード（明治神宮野球場）では、一軍公式戦初のスタメンマスクを任されるとともに、一軍初安打を記録した。結局、一軍公式戦には20試合に出場。ウエスタン・リーグ公式戦では、23試合の出場で打率.278、出塁率.333を記録したほか、前年までに比べて長打の割合が増えた。なお、シーズン終了後には、中学時代の同級生と結婚することを発表した。
2010年から2012年までは、毎年一軍の公式戦に数試合出場。ウエスタン・リーグ公式戦では2010年に自己最多の3本塁打を放ったものの、一軍ではほとんど実績を残せなかった。
2013年には、5月25日に出場選手登録を果たしたが、6月19日に抹消。7月4日には、再登録が予定されていたにもかかわらず、球団側の手違いから清原大貴が登録選手として公示される事態に見舞われた。翌5日に清原と入れ替わる格好で再登録を果たすと、8月4日の読売ジャイアンツ（巨人）戦（東京ドーム）でスタメンに起用。初めてバッテリーを組んだ新人投手の藤浪晋太郎を巨人戦初登板初勝利（阪神の高卒新人投手では1967年の江夏豊以来の記録）へ導くとともに、チームに完封勝ちをもたらした。以降の試合でも、藤井彰人との併用扱いながら、スタメン出場の機会が増加。8月23日の対中日ドラゴンズ戦（ナゴヤドーム）では、ライト前安打でプロ初打点を挙げた。9月中旬に藤井が故障で戦線を離脱している間には、ほぼ全ての試合でスタメンに起用。一軍公式戦全体では、39試合に出場するとともに、打率.233、3打点を記録した。
2014年には、自身初の開幕戦スタメンマスクを経験するなど、一軍公式戦26試合に出場。正捕手の藤井と鶴岡一成が相次いで戦線を離脱した5月下旬には、連日スタメンマスクを任されるとともに、当時不調に陥っていた藤浪を好リードで立ち直らせた。打撃面では、3ヶ月近く安打が出ないほどの不振で、通算打率が.107と低迷。シーズン終了後には、「日本プロ野球80周年記念試合」の阪神・巨人連合チームのメンバーに選ばれたが、実際には出場しなかった。
2015年には、レギュラーシーズンで数回にわたって出場選手登録。2年連続の開幕一軍入りも果たしたが、チーム事情などとの兼ね合いで、実際には一軍公式戦への出場を見送られた。シーズン終了後の二軍秋季キャンプでは、年下の選手に交じってバッティングの向上へ貪欲に取り組む姿勢を、新任の掛布雅之二軍監督が高く評価。秋季キャンプのMVPに選ばれた。
2016年には、4月20日付で、守屋功輝と共にシーズン初の出場選手登録。当日の対東京ヤクルトスワローズ戦で一軍公式戦初登板・初先発の守屋とバッテリーを組むと、4月27日の対巨人戦（いずれも甲子園）でもスタメンマスクを任されたが、28日に登録を抹消された。結局、一軍公式戦への出場はこの2試合のみで、バッティングでは4打数無安打に終わった。シーズン終了後の10月9日から秋季練習に参加していたが、21日に球団から戦力外通告を受けた。12月2日、自由契約公示されたことを機に、現役を引退した。

### 現役引退後
阪神球団本部の職員として、2017年から、チーム運営一軍担当サブマネジャーに転身する。

## 詳細情報

### 年度別打撃成績
| 年 度     | 球 団     | 試 合 | 打 席 | 打 数 | 得 点 | 安 打 | 二 塁 打 | 三 塁 打 | 本 塁 打 | 塁 打 | 打 点 | 盗 塁 | 盗 塁 死 | 犠 打 | 犠 飛 | 四 球 | 敬 遠 | 死 球 | 三 振 | 併 殺 打 | 打 率 | 出 塁 率 | 長 打 率 | O P S |
| --------- | --------- | ----- | ----- | ----- | ----- | ----- | -------- | -------- | -------- | ----- | ----- | ----- | -------- | ----- | ----- | ----- | ----- | ----- | ----- | -------- | ----- | -------- | -------- | ----- |
| 2009      | 阪神      | 20    | 18    | 17    | 0     | 3     | 1        | 0        | 0        | 4     | 0     | 0     | 0        | 0     | 0     | 1     | 0     | 0     | 3     | 2        | .176  | .222     | .235     | .458  |
| 2010      | 阪神      | 3     | 4     | 4     | 0     | 1     | 0        | 0        | 0        | 1     | 0     | 0     | 0        | 0     | 0     | 0     | 0     | 0     | 2     | 0        | .250  | .250     | .250     | .500  |
| 2011      | 阪神      | 11    | 11    | 11    | 0     | 1     | 0        | 0        | 0        | 1     | 0     | 0     | 0        | 0     | 0     | 0     | 0     | 0     | 4     | 0        | .091  | .091     | .091     | .182  |
| 2012      | 阪神      | 2     | 3     | 3     | 0     | 0     | 0        | 0        | 0        | 0     | 0     | 0     | 0        | 0     | 0     | 0     | 0     | 0     | 0     | 0        | .000  | .000     | .000     | .000  |
| 2013      | 阪神      | 39    | 94    | 90    | 8     | 21    | 3        | 1        | 0        | 26    | 3     | 0     | 0        | 1     | 0     | 1     | 0     | 2     | 29    | 2        | .233  | .258     | .289     | .547  |
| 2014      | 阪神      | 26    | 32    | 28    | 4     | 3     | 1        | 0        | 0        | 4     | 2     | 0     | 0        | 1     | 0     | 2     | 0     | 1     | 8     | 0        | .107  | .194     | .143     | .336  |
| 2016      | 阪神      | 2     | 4     | 4     | 0     | 0     | 0        | 0        | 0        | 0     | 0     | 0     | 0        | 0     | 0     | 0     | 0     | 0     | 3     | 0        | .000  | .000     | .000     | .000  |
| 通算：7年 | 通算：7年 | 103   | 166   | 157   | 12    | 29    | 5        | 1        | 0        | 36    | 5     | 0     | 0        | 2     | 0     | 4     | 0     | 3     | 49    | 4        | .185  | .220     | .229     | .449  |

### 年度別守備成績
| 年 度 | 球 団 | 捕手  | 捕手  | 捕手  | 捕手  | 捕手  | 捕手  | 捕手     | 捕手     | 捕手     | 捕手     | 捕手     |
| 年 度 | 球 団 | 試 合 | 刺 殺 | 補 殺 | 失 策 | 併 殺 | 捕 逸 | 守 備 率 | 企 図 数 | 許 盗 塁 | 盗 塁 刺 | 阻 止 率 |
| ----- | ----- | ----- | ----- | ----- | ----- | ----- | ----- | -------- | -------- | -------- | -------- | -------- |
| 2009  | 阪神  | 13    | 30    | 3     | 0     | 0     | 1     | 1.000    | 5        | 4        | 1        | .250     |
| 2010  | 阪神  | 2     | 2     | 2     | 0     | 0     | 0     | 1.000    | 1        | 0        | 1        | 1.000    |
| 2011  | 阪神  | 9     | 23    | 2     | 1     | 0     | 1     | .962     | 4        | 2        | 2        | .500     |
| 2012  | 阪神  | 2     | 7     | 0     | 0     | 0     | 0     | 1.000    | 3        | 3        | 0        | .000     |
| 2013  | 阪神  | 36    | 194   | 22    | 0     | 3     | 2     | 1.000    | 16       | 12       | 4        | .250     |
| 2014  | 阪神  | 25    | 90    | 4     | 1     | 0     | 0     | .989     | 6        | 5        | 1        | .167     |
| 2016  | 阪神  | 2     | 11    | 0     | 0     | 0     | 0     | 1.000    | 3        | 3        | 0        | .000     |
| 通算  | 通算  | 87    | 348   | 44    | 2     | 3     | 4     | .995     | 38       | 29       | 9        | .237     |

### 記録
- 初出場：2009年4月4日、対東京ヤクルトスワローズ2回戦（京セラドーム大阪）、8回裏に桧山進次郎の代走で出場
- 初打席：2009年5月3日、対読売ジャイアンツ5回戦（阪神甲子園球場）、8回裏に豊田清から空振り三振
- 初先発出場：2009年5月17日、対東京ヤクルトスワローズ7回戦（明治神宮野球場）、8番・捕手で先発出場
- 初安打：同上、5回表に川島亮から左翼線二塁打
- 初打点：2013年8月23日、対中日ドラゴンズ16回戦（ナゴヤドーム）、6回表に大野雄大から中前適時打[19]

### 背番号
- 45 （2007年 - 2016年）
  - 45（2014年日米野球日本プロ野球80周年記念試合）

### 登場曲
- 「Mama said knock You Out」LL Cool J（2007年）
- 「WINDING ROAD」絢香×コブクロ（2008年）
- 「TOGETHER」MONKEY MAJIK（2009年）
- 「I Gotta Feeling」BLACK EYED PEAS（2010年）
- 「わんぱく野球バカ」遊助（2011年、2012年）
- 「Brave」ナオト・インティライミ（2013年、2014年）
- 「SURPRISE-DRIVE」Mitsuru Matsuoka EARNEST DRIVE（2015年）
- 「未来へ」ナオト・インティライミ（2016年）